# Epitola budduana
Epitola budduana är en fjärilsart som beskrevs av Talbot 1937. Epitola budduana ingår i släktet Epitola och familjen juvelvingar. Inga underarter finns listade i Catalogue of Life.